# 부름켜

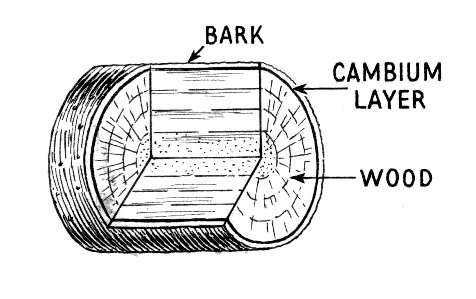

부름켜(cambium, 복수형: cambia 또는 cambiums) 또는 형성층은 식물에서 식물 성장을 위해 미분화세포를 제공하는 조직층이다. 물관부와 체관부  사이에서 볼 수 있다. 2차 조직을 발생시키는 여러 평행줄의 세포를 구성한다.
쌍떡잎식물이나 겉씨식물에서와 같이 수목으로 자라는 식물에서는 뿌리에도 부름켜가 만들어진다. 이 때의 횡단면을 보면 물관부와 체관부 사이에 지그재그로 부름켜가 만들어지는데, 그 후 활동이 시작되면 곧 고리모양으로 바뀌므로 줄기의 부름켜와 구별하기 어렵다.